# Quebrada de Humahuaca
Quebrada de Humahuaca er en bjergdal i provinsen Jujuy, i det nordvestlige Argentina og ca. 1649 km nord for hovedstaden Buenos Aires. Den er ca. 155 km lang, og er afgrænset af Altiplano i vest og nord, af Andesbjergene i øst, og af de varme sletter Valles Templados i syd.
Navnet Quebrada (bogstavelig oversat: «brud») kan oversættes med en dyp dal eller kløft. Det har også fået sit navn fra Humahuaca, en lille by med 11.000 indbyggere i bjergdalen. Floden Río Grande, som er tørlagt om vinteren, løber gennem Quebrada om sommeren.
Regionen har altid været  knudepunkt for økonomisk, social og kulturel kommunikation. Den blev befolket for mere end 10.000 år siden af de første jægere og samlere. Stedet var også en vigtig handelsvej for Inkariget i det 15. århundrede, da det var en vigtig kobling mellem vicekongedømmet Río de la Plata og vicekongedømmet i Peru. Stedet var også vigtig i den argentinske uafhængighedskamp, med flere slag og kampe.
Quebrada de Humahuaca kom UNESCOs verdensarvsliste den 2. juli 2003.